# .ss

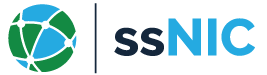

.ss는 남수단의 국가 코드 최상위 도메인이다. 이는 ISO 3166-1 alpha-2에서 파생된 것이다. 이 도메인은 남수단의 독립에 따라 2011년 8월 10일에 할당되었다. 2011년 8월 31일에 등록되었지만 DNS 루트 영역에 추가되지 않아 작동하지 않았다. 2019년 1월 27일 ICANN 이사회 회의에서 승인되었으며, 2019년 2월 2일 DNS 루트 영역에 추가되었다.
남수단이 독립하던 당시에는 국가 도메인이 정식으로 등록되지 않은 상태였기 때문에 한동안 수단의 국가 도메인인 .sd를 사용했다. .ss가 성공적으로 등록되기 이전에, 남수단 통신부 차관은 과거 SS가 나치 독일의 준군사조직인 나치 친위대(Schutzstaffel)의 약자였기 때문에 도메인 요청에 대한 거절을 우려했다.